# 弗魯特基

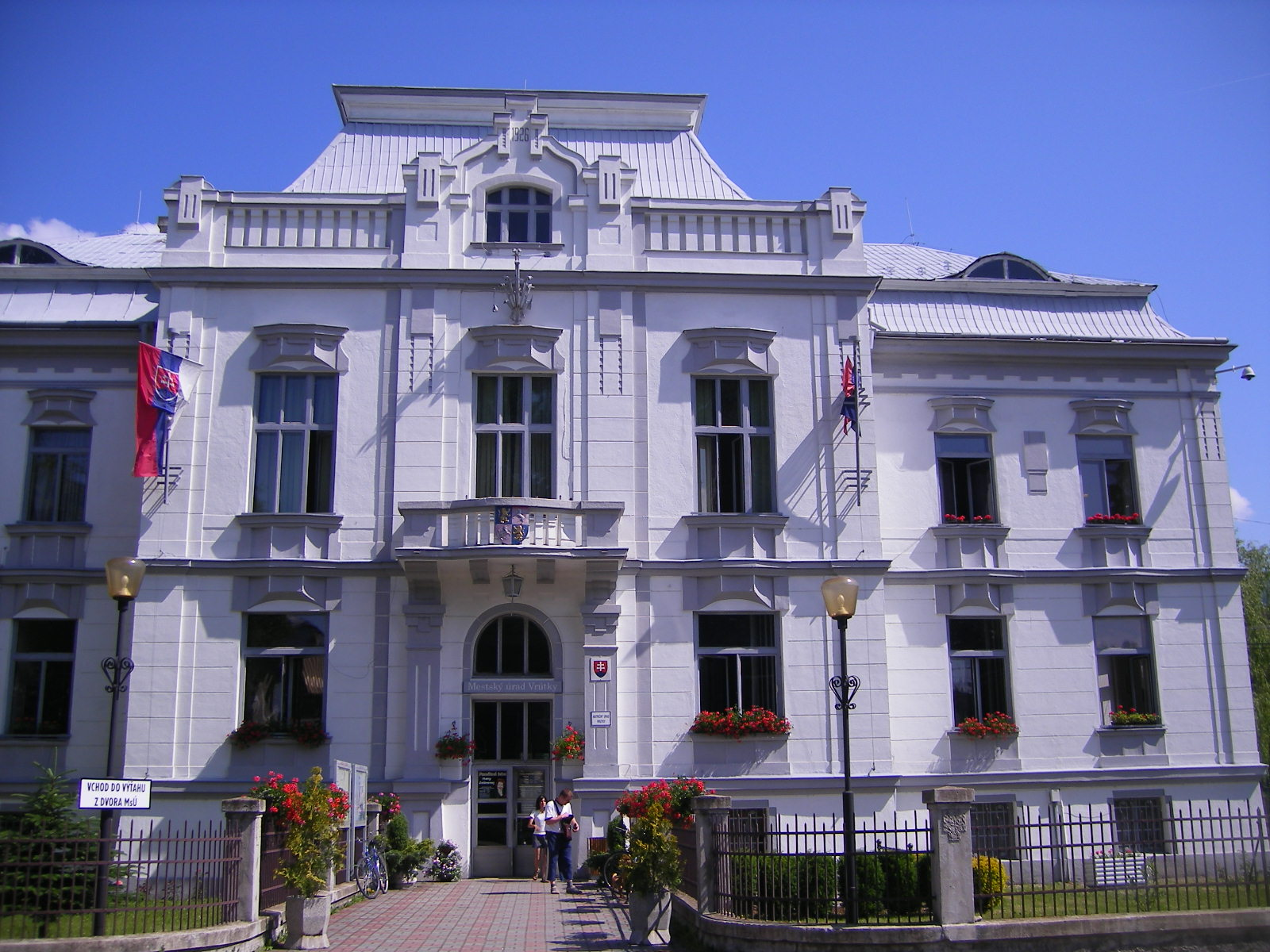

弗魯特基是斯洛伐克的城鎮，位於該國北部，由日利納州負責管轄，面積18.66平方公里，海拔高度382米，2005年人口7,247，其中一半居民信奉羅馬天主教。

## 外部連結
- Official website （页面存档备份，存于） （斯洛伐克文）